# Stellarator

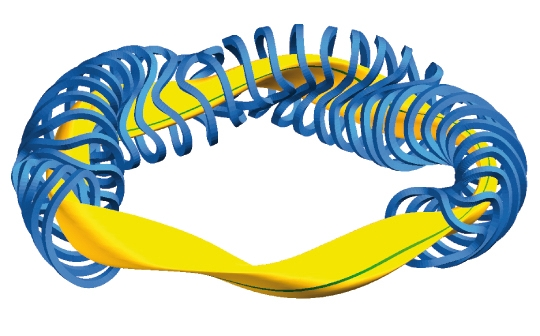
Voorbeeld van een stellarator ontwerp, zoals toegepast in de Wendelstein 7-X proefopstelling: een systeem van spoelen (blauw) omringt het plasma (geel). Een magnetische veldlijn op het plasma is aangeduid in het groen.

Een stellarator is een installatie om een gecontroleerde kernfusie mogelijk te maken door superheet plasma op te sluiten met sterke magnetische velden. Het magneetveld in de donutvormige stellarator en haar bijzondere vorm zorgt ervoor dat het plasma zich blijft mengen, wat ten goede komt van de gebruiksduur. De naam "Stellarator" refereert aan het gebruikmaken van de krachtbron van een ster, in het latijn "stella".

## Ontwikkeling
Het concept van de stellarator werd uitgevonden door Lyman Spitzer en de eerste installaties werden gebouwd in het Princeton Plasma Physics Laboratorium in New Jersey, Verenigde Staten in 1951.
Latere experimentele installaties zijn het Large Helical Device (LHD) in Japan (operationeel 1998) en de Wendelstein 7-X in Greifswald, Duitsland (2015).

## Vergelijking met alternatieven
Een stellarator heeft een aantal voordelen ten opzichte van de meer gebruikelijke installatie voor kernfusie, de torus-vormige tokamak. Hierin wordt het magneetveld dat nodig is om het plasma op te sluiten voor een deel gemaakt door een elektrische stroom door het plasma te sturen. Nadeel hiervan is dat deze stroom ook de drijvende kracht is achter een aantal instabiliteiten in het plasma, waardoor de stroom soms hapert wat de opsluiting lastiger maakt. Door deze haperingen zijn lokaal grotere magneetkrachten nodig om de opsluiting in stand te houden, de krachten brengen ook schade toe aan de installatie. Bovendien wordt de stroom voor een groot deel opgewekt met behulp van een transformator. Het gebruik van deze transformator heeft een aantal nadelen, waaronder het grote volume dat de transformator in beslag neemt, en de moeilijkheid om het plasma lang in stand te houden. Hierdoor wordt de economische haalbaarheid ook moeilijker.
Hoewel stellarators een zeer complex ontwerp hebben, kan een fusiecentrale gebaseerd op dit concept compacter gebouwd worden doordat het hele transformatorjuk komt te vervallen. Het plasma is bovendien stabieler en plasma’s van langere tijdsduur kunnen eenvoudiger gemaakt worden. Daar staat tegenover dat meer energie in het magneetveld moet worden gestoken, doordat voor het opsluiten van een bepaalde hoeveelheid plasma door de complexe vorm een groter gemagnetiseerd volume nodig is. Stellarators verliezen relatief meer massa en energie dan een tokamak-installatie.
Zowel de ITER als de geplande opvolger DEMO zijn gebaseerd op het tokamak-ontwerp.